# Robert Montano
Robert Montano (Queens (New York), 22 april 1960) is een Amerikaans acteur.

## Biografie
Montano werd geboren in de borough Queens van New York, maar groeide op in Hempstead (New York). In zijn tienerjaren was hij actief als jockey, op achttienjarige leeftijd werd hij te groot hiervoor en besloot toen om acteur te worden. Montano heeft gestudeerd aan de Adelphi University in Hempstead.

## Filmografie

### Films
Uitgezonderd korte films.
- 2017 A Change of Heart - als aantrekkelijke danser
- 2016 The Strike - als Vincent Kavila
- 2012 The Normals – als Victor Munoz
- 2012 Dark Horse – als FBI agent Chris Delgado
- 2011 Shame – als ober
- 2009 Law Abiding Citizen – als advocaat
- 2005 The Producers – als lid van groep dansers
- 2004 Fresh Cut Grass – als Pico
- 2004 Second Best – als Mike
- 2003 Undefeated – als Resto
- 2003 It Runs in the Family – als Bane
- 2002 Chicago – als danser
- 2002 Passionada – als pastoor Emmanuel
- 2000 Center Stage – als leraar
- 2000 The Yards – als Hector Gallardo
- 1996 Harrison: Cry of the City – als Octavio Ruiz

### Televisieseries
Uitgezonderd eenmalige gastrollen.
- 2022 Rosemary and Thyme - als Jose - 6 afl.
- 2013 - 2016 He's With Me - als Glen - 2 afl.
- 2012 - 2014 Hustling - als Boyd - 5 afl.
- 2010 Army Wives – als majoor Hollander – 2 afl.
- 2007 One Life to Live – als Antonio Vega – 7 afl.
- 2006 As the World Turns – als Sergio Francone – 7 afl.

## Theaterwerk opBroadway
- 1998 – 1999 On the Town – als Ozzie
- 1993 – 1995 Kiss the Spider Woman – als gevangene / man van Aurora
- 1982 – 2000 Cats – als Pouncival (understudy)